# The Fatal Wedding (film 1914 Marston)
The Fatal Wedding è un cortometraggio muto del 1914 diretto da Lawrence Marston.

## Produzione
Il film fu prodotto dalla  Klaw & Erlanger e Biograph Company.

## Distribuzione
Distribuito dalla General Film Company, il film - un cortometraggio in tre bobine - uscì nelle sale cinematografiche statunitensi il 19 gennaio 1914.